# Суханкина, Маргарита Анатольевна
Маргарита Анатольевна Суханкина (род. 10 апреля 1964, Москва) — советская и российская оперная (меццо-сопрано) и эстрадная певица, экс-солистка поп-группы «Мираж», заслуженная артистка Российской Федерации (2023).

## Биография

### Юные годы
Маргарита Суханкина родилась в 1964 году в Москве в семье инженеров. В 1971 году она поступила в районную музыкальную школу по классу фортепиано. С 1976 по 1984 год Суханкина была солисткой Большого детского хора Всесоюзного радио и Центрального телевидения под управлением Виктора Попова. В 1979 году поступила в музыкально-педагогическое училище, которое окончила в 1983 году с дипломом учителя музыки и музыкального воспитателя.
Начиная с 1983 года Суханкина два года подряд не могла поступить в консерваторию, в результате стала студенткой Государственного педагогического института имени Гнесиных. Однако приняла решение покинуть институт ввиду своего несогласия с требованием педагога сменить меццо-сопрано на сопрано. В 1986 году всё же поступила в Московскую консерваторию, где обучалась под руководством Нины Львовны Дорлиак по специальности сольное пение до 1991 года.

### Творчество
В 1985 году Суханкина сотрудничала с Андреем Литягиным для записей в группе «Зона активности». В 1986 году она записала три песни для первого магнитоальбома группы «Мираж»: «Видео», «Звёзды нас ждут» и «Эта ночь». В 1988 году записала второй альбом «Снова вместе» полностью, под песни и голос с которого гастролировали Татьяна Овсиенко и Ирина Салтыкова.
В 1989 году Суханкина записала третий альбом «Не в первый раз», который так и не вышел. Под демо-версии этого альбома выступали Екатерина Болдышева (своим голосом) и Татьяна Овсиенко. После «Миража» у неё началась карьера оперной солистки в Большом театре.
В 2002 году певица ушла из Большого театра. Записала «Чувашский альбом». В 2004 году Наталия Гулькина предложила ей записать совместную песню «Просто мираж». Результатом их творчества стали сингл «Мираж любви» и альбом «Просто мираж». К 2007 году дуэт Гулькиной и Суханкиной по решению суда получил название «Группа композитора Андрея Литягина „Мираж“». В 2008 году коллектив выпустил два клипа — на песни «1000 звёзд» и «Мерцает ночь». 17 сентября 2009 года вышел альбом группы «Мираж» «1000 звёзд». В 2013 году в составе «Миража» выпустила альбом «Отпусти меня».
В сентябре 2016 года Суханкина организовала собственный коллектив, в репертуар которого вошли композиции «Миража».
11 февраля 2017 года на НТВ стартовал международный детский вокальный конкурс «Ты супер!», в котором певица выступила в качестве члена жюри.
В 2018 году Суханкина была удостоена премии Мэра Москвы «Крылья аиста» в номинации «Деятелю культуры и искусства за особый вклад в развитие семейного устройства детей-сирот и детей, оставшихся без попечения родителей, в городе Москвы»
6 августа 2019 года Суханкина презентовала свой сольный альбом «Музыка нас связала».
В феврале 2020 года организаторы шоу «Планета хитов. 80-90-е» с участием Маргариты Суханкиной объявили об отмене запланированных 23 концертов в разных городах страны. Причиной отмены стало изменение графика некоторых артистов, которые должны были участвовать в шоу.
15 мая 2022 года Маргарита Суханкина, как воспитанница Большого детского хора имени В. С. Попова, приняла участие в гала-концерте, посвященном 50-летию хора, который проходил в Государственном Кремлевском Дворце, а 10 июня этого же года приняла участие в концерте, посвященном памяти и творчеству одного из самых выдающихся композиторов двадцатого века Евгения Крылатова «Крылатые качели детства».
23 ноября 2023 года указом президента Российской Федерации Владимира Путина Маргарите Суханкиной присвоено звание «Заслуженный артист Российской Федерации». 20 февраля 2024 года министр культуры Российской Федерации Ольга Любимова вручила почётное удостоверение и почётный знак к званию «Заслуженный артист Российской Федерации».

### Использование песен «Мираж»
14 февраля 2017 года автор текстов группы «Мираж» Валерий Соколов сделал заявление, в котором предостерёг от исполнения песен без его разрешения. Он заявил, что разрешение на исполнение ряда песен («Музыка нас связала», «Видео», «Волшебный мир», «Звезды нас ждут», «Млечный путь», «Наступает ночь», «Снежинка», «Снова вместе», «Солнечное лето», «Электричество», «Эта ночь») получили от него только Маргарита Суханкина и её коллектив, а также певица Светлана Разина, а также что все указанные произведения исключены из управления Российского авторского общества в части публичного исполнения и их исполнение возможно только с его согласия.
На протяжении многих лет продюсер и основатель группы «Мираж» Андрей Литягин ведёт судебные разбирательства с Суханкиной за авторские права на песни группы. По его словам, певица приобрела лицензию на исполнение песен на полгода, однако выступает с ними уже несколько лет. Исходя из прописанной в лицензии суммы, Литягин оценивает незаконные выступления в 30 млн рублей. Помимо этого продюсер не хочет, чтобы Суханкина пела его песни в виду того, что у певицы изменился голос, и теперь она не может представлять группу «Мираж».
В августе 2019 года Валерий Соколов, являющийся художественным руководителем коллектива Маргариты Суханкиной, заявил, что слова Андрея Литягина о виртуальных миллионах долга — это вымысел. По словам Соколова, все права приобретены у правообладателей
15 октября 2020 года Арбитражный суд Волгоградской области вынес решение по иску Андрея Литягина к организатору концерта Суханкиной о выплате компенсации за незаконное использование произведений из репертуара группы «Мираж». В июле 2021 года Верховный суд Российской Федерации утвердил Решение Арбитражного суда города Волгоград. В декабре 2023 года суд признал незаконным выступление Суханкиной с песней группы «Мираж» «Музыка нас связала» в программе Андрея Малахова «Песни от всей души».
22 августа 2024 это решение  Московского городского суда № 3-1295/2023 ∼ М-1274/2023 отменено Первым апелляционным судом общей юрисдикции  

## Личная жизнь
Первый брак — с хорватом Антуном Маруной; взяла его фамилию и носила её долгое время. Проживала с мужем в Германии и Швейцарии. Обвенчались в Хорватии по католическому обряду. Через два года брак распался, как утверждает Маргарита, по причине того, что муж изменил ей, сожительствовал с другой и просил больше его не беспокоить.
Следующими супругами были композитор, пианист-концертмейстер Большого театра и полковник в отставке (предприниматель), все брачные союзы оказались недолгими.
В 2010 году Суханкина заявила о планируемом браке с композитором Андреем Литягиным. В 2013 году усыновила двоих детей — трёхлетнюю девочку Валерию (род. 2010) и четырёхлетнего мальчика Сергея (род. 2009), в 2013 году родители хотели забрать детей.
В 2014 году Суханкина рассказала о разводе с Литягиным, прежде всего, из-за его нежелания принять её приёмных детей. Впоследствии Суханкина заявляла о том, что история про её брак с Литягиным была «пиар-ходом» и «уткой», созданной с целью отвлечения внимания общественности от ухода Гулькиной из группы «Мираж».
В начале 2021 года Маргарита Суханкина открыто рассказала, что сделала бариатрическую операцию и в течение года похудела на 30 килограммов.

## Дискография

### В составе группы «Мираж»
- «Звёзды нас ждут» (1987)
- «Снова вместе» (1988)
- «Dance Remix» (1997)
- «Версия 2000» (1999)
- «Назад в будущее» (2001)
- «Брось!» (2003)
- «Старое по-новому» (2004)
- «Мираж. 18 лет», чч. 1 и 2 (2006)
- «Мираж 18 лет» (2006)
- «1000 звёзд» (2009)
- «Отпусти меня» (2013)

### Сольное творчество
- «Неизданные песни» (1997)
- «Это не Мираж» (2002)
- «Чувашский альбом» (2003)
- «Музыка нас связала» (2019)

### В дуэте с Наталией Гулькиной
- «Мираж любви» сингл (2004)
- «Просто Мираж» (2005)

## Оперный репертуар
- Ольга («Евгений Онегин», Пётр Чайковский)
- Лаура («Каменный гость», Александр Даргомыжский)
- Керубино («Женитьба Фигаро», Вольфганг Амадей Моцарт)
- Флора («Травиата», Джузеппе Верди)
- Смеральдина и Николетта («Любовь к трём апельсинам», Сергей Прокофьев)[40].

## Награды и премии
- Почётное звание «Заслуженный артист Российской Федерации» (23 ноября 2023 года) — за заслуги в развитии отечественной культуры и искусства, многолетнюю плодотворную деятельность[41]